# Gazzera
La Gazzera è un sobborgo del comune di Venezia.
Si tratta di un quartiere della periferia ovest di Mestre, delimitato a est dalla tangenziale. A nord è in continuità con Zelarino, a ovest con Asseggiano e a sud con il quartiere Santa Barbara, rione attraversato, secondo l'orientamento est-ovest, dall'asse di Via Miranese (l'importante direttrice stradale che collega Mestre a Mirano e a Padova).
Fa parte della municipalità di Chirignago-Zelarino.

## Geografia fisica
L'abitato è lambito a sud e a est dal rio Cimetto ed è attraversato da nordovest a sudest dallo scolo Dosa suo affluente; entrambi i corsi sono in gran parte tombati e il secondo è oggi attraversato da una pista ciclabile. A nord scorre invece il Marzenego.

## Storia
I documenti antichi testimoniano che il toponimo, citato per la prima volta nel 1761, si radicò solo in tempi piuttosto recenti (XVIII-XIX secolo). L'ipotesi più accreditata lo fa derivare da "gazza".
In passato, la zona era divisa in diverse regole, tra le quali Parlan o Perlan, corrispondente all'attuale centro dell'abitato, e Brendole, subito a nord.
Parlan e Brendole sono menzionate già nel 994, quando Ottone III di Sassonia le donava al conte Rambaldo di Collalto.
Un primo nucleo abitato si ebbe però solo a partire dal XVIII secolo con la costruzione di alcune ville patrizie in corrispondenza di Parlan. Bisognerà però aspettare il XX secolo per avere un vero e proprio centro che nel secondo dopoguerra si evolverà nell'attuale quartiere, ormai inserito nell'agglomerato mestrino.
Nel 1926 l'oratorio di San Francesco diveniva curazia della diocesi di Treviso.

## Monumenti e luoghi d'interesse

### Chiesa parrocchiale

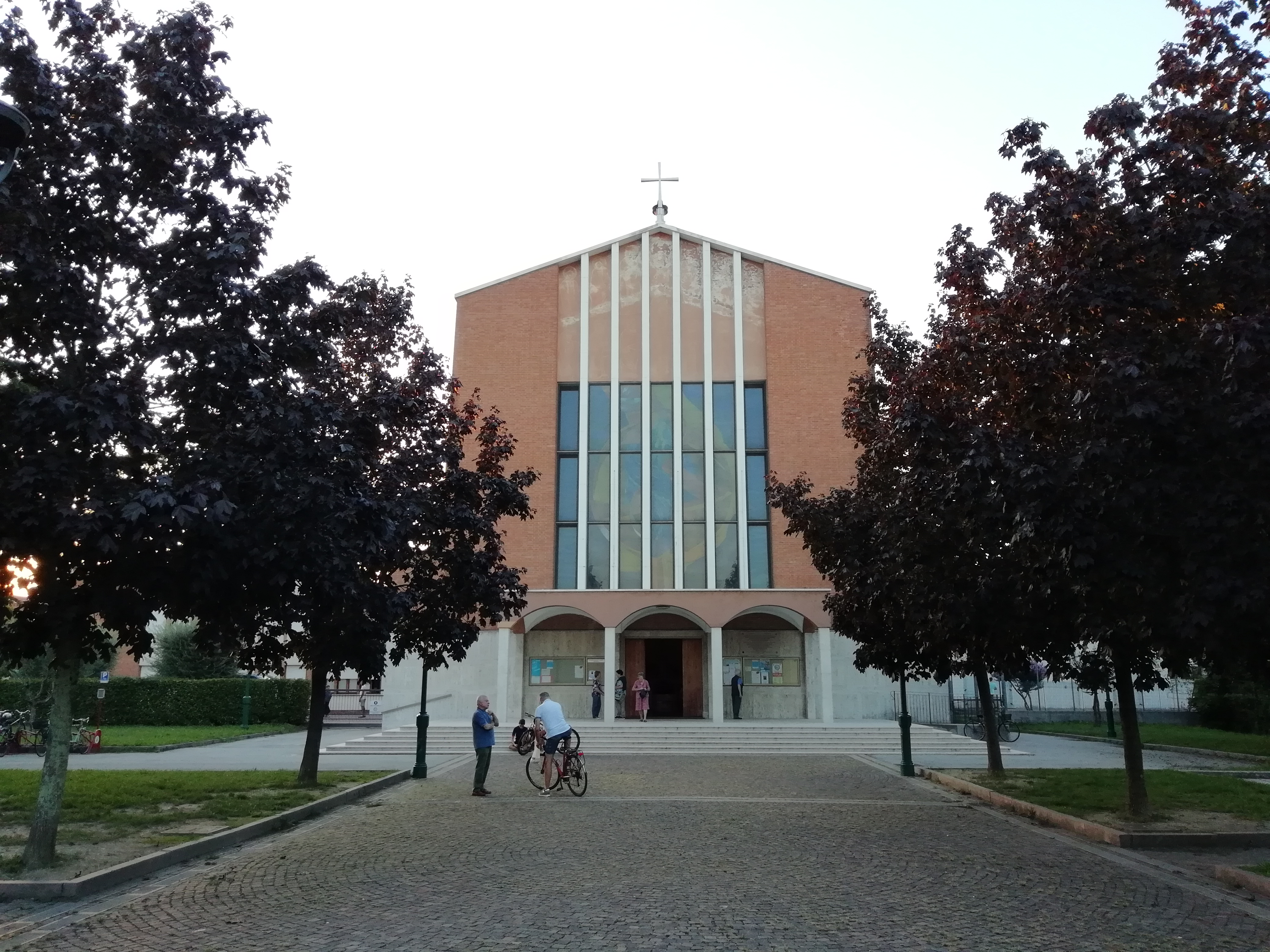
Santa Maria Ausiliatrice

La parrocchiale di Santa Maria Ausiliatrice è un edificio recente: innalzata a partire dall'11 settembre 1955, fu aperta al culto dal patriarca Angelo Giuseppe Roncalli nel 1956 e definitivamente consacrata dal patriarca Marco Cé nel 1982.

### Forte Gazzera

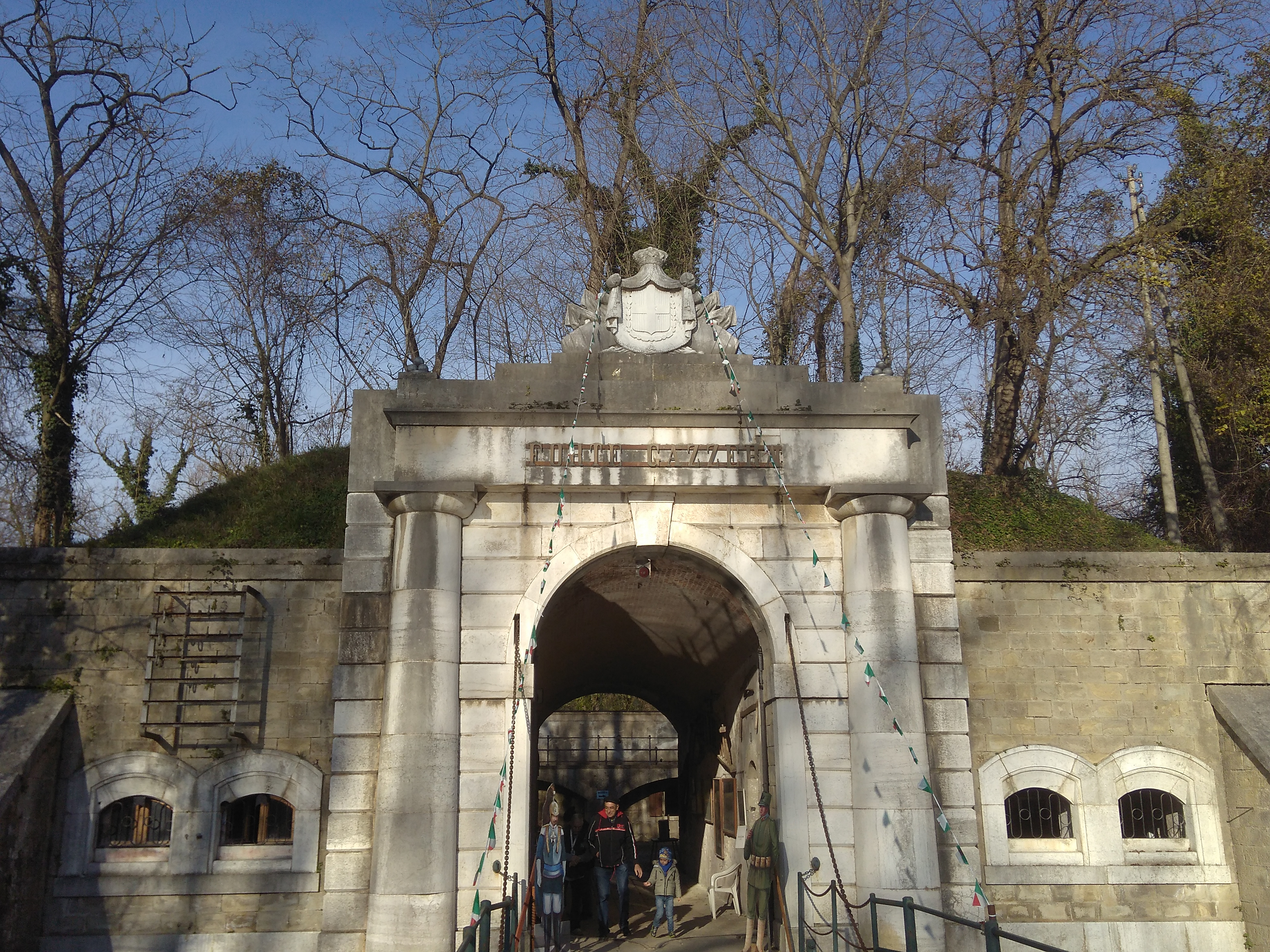
Veduta frontale dell'ingresso di Forte Gazzera

Costruzione militare del 1883 innalzata per supportare il forte Marghera nell'eventuale difesa di Venezia. Costituisce, insieme ai forti Carpenedo e Tron, il nucleo originario del campo trincerato di Mestre. Mai utilizzato e a lungo abbandonato, solo nel 1998 è stato dato in gestione ai volontari del Comitato Forte Gazzera che lo hanno recuperato adibendolo a museo etnografico e sede di varie manifestazioni. Degno di nota è anche l'ampio parco che lo circonda, che spesso rappresenta punti di ritrovo per la comunità locale.

### Villa Pozzi

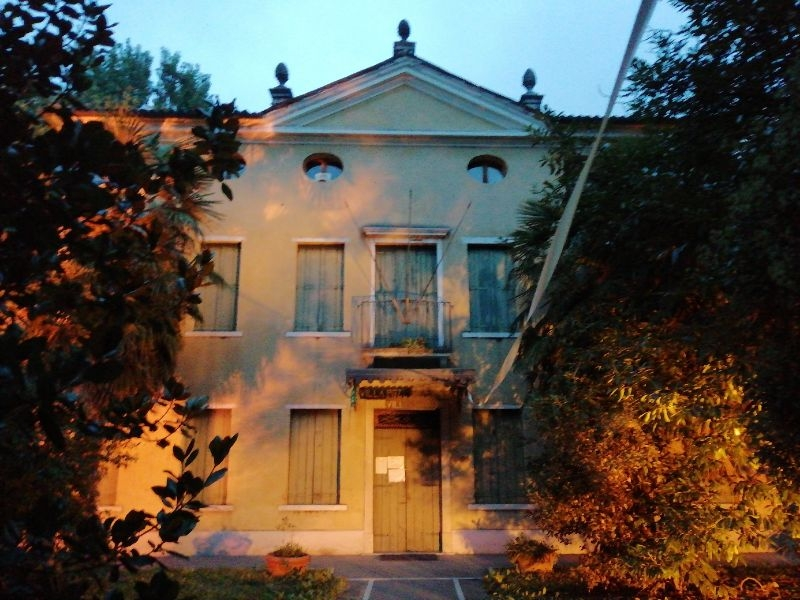
Facciata di villa Pozzi alla Gazzera.

Si trova sul lato nord di via Gazzera Alta, ma è discosta dalla strada, trovandosi alla fine di un viale pedonale aperto tra due proprietà private. Il complesso è costituito dalla casa padronale e da un piccolo annesso, isolati in un giardino non molto esteso.
Per la scarsità di notizie storiche, non ci è noto il nome dei committenti e la stessa denominazione è quella che compare nel volume Mestre di Luigi Brunello (1964). Probabilmente è della seconda metà del XIX secolo (come potrebbe testimoniare la data 1884 presente all'interno della villa), ma fu forse ricavata da un edificio preesistente: nella mappa catastale di Tommaso Scalfarotto del 1781, in luogo dell'edificio, è rappresentato un "casino" di proprietà del monastero di San Giovanni.
La casa padronale è un volume compatto a pianta triangolare e sviluppato su due livelli. Gli interni erano in origine organizzati secondo lo schema tripartito tipico di Venezia, con salone centrale passante. La facciata principale, rivolta a sud, si divide in tre registri orizzontali e da un asse verticale centrale dove si collocano il portale d'ingresso al piano terra e una porta finestra al primo piano. Queste due aperture sono architravate e profilate in pietra e presentano superiormente una cornice modanata aggettante (anche se quella del portale è oggi nascosta da una tettoia in ferro battuto). Le rimanenti finestre sono tutte architravate e si dispongono tre per lato attorno alle due aperture centrali. Il registro superiore corrisponde al sottotetto e si caratterizza per sei piccole finestrelle ovate, in asse con le finestre inferiori; una settima finestrella, accecata durante gli ultimi restauri, si apriva al centro in corrispondenza con l'asse centrale. Il tutto è coronato da un'alta cornice modanata che corre lungo tutto il perimetro e sulla quale si imposta, al centro del fronte principale, un timpano triangolare con acroteri a pigna.
La villa è oggi proprietà del comune di Venezia e sede del Centro studi storici di Mestre.

### Villa Pavan
Sorge sul lato sud di via Gazzera Alta. Secondo una tradizione orale è ciò che resta di un più vasto complesso abitato dai Volpi, di cui avrebbe fatto parte anche la barchessa di villa Paganello, sul lato opposto della strada. Queste dicerie non sono confermate da alcuna testimonianza storica (solo Francesco Scipione Fapanni, in un suo manoscritto, accenna a un oratorio Volpi alla Gazzera) e sembrano discordare con quanto emerge dal catastico di Tommaso Scalfarotto del 1781 che indica, sul luogo dove un tempo doveva sorgere villa Volpi, solo delle "case d'affitto" dei Paganello.
Villa Pavan è un volume compatto a pianta rettangolare costituita da due livelli. Il fronte principale si rivolge ad est ed è diviso da due registri orizzontali mediante fasce modanate, cui si aggiunge un attico costituito da una lastra libera a coronamento della facciata.
Le aperture si dispongono regolarmente su assi verticali paralleli, con il portale d'ingresso ad arco lungo l'asse centrale, sovrastato da una porta finestra ad arco con balconcino a ringhiera in ferro. Le altre finestre sono architravate al piano terra e ad arco al piano nobile. L'attico è una bassa alzata muraria liscia, coronata da una fascia modanata.

### Palazzetto Grassini
Si trova a metà di via Gazzera Alta, lungo il suo lato meridionale. Costituito dalla casa padronale e da due annessi che la affiancano ad ovest, si ritiene costruito verso la fine del Settecento.
La casa padronale, con il fronte principale rivolto alla strada, è a due livelli con la parte centrale sopraelevata e conclusa da un timpano triangolare. Al piano nobile le finestre sono tutte architravate e profilate in pietra e si distribuiscono simmetricamente attorno a una porta finestra ad arco posta al centro, con balconcino sorretto da mensole e ringhiera in ferro. Al piano terra le aperture sono pure architravate ma prive del profilo e sono in asse con quelle del piano superiore. Solo i due portali d'ingresso discordano dallo schema, che dovrebbero essere stati aperti in un secondo tempo al posto dell'unico ingresso esistente in origine. Infine, sull'abbaino si aprono due finestrelle.
Il fronte secondario presenta la medesima forometria, con l'eccezione di due aperture ad arco poste lungo l'asse centrale al piano terra e al primo piano. La prima è affiancata da due finestre architravate, l'altra è chiusa da una ringhiera con balaustri in pietra.
Gli annessi non hanno particolare pregio architettonico, anche se i recenti restauri li hanno evidenziati con un diverso colore rispetto alla casa padronale. Il primo è un edificio di due piani in perfetta continuità con l'ala ovest della casa padronale, mentre il secondo, che lo segue chiudendo la successione, è un volume compatto a tre piani.

### Villa Paganello

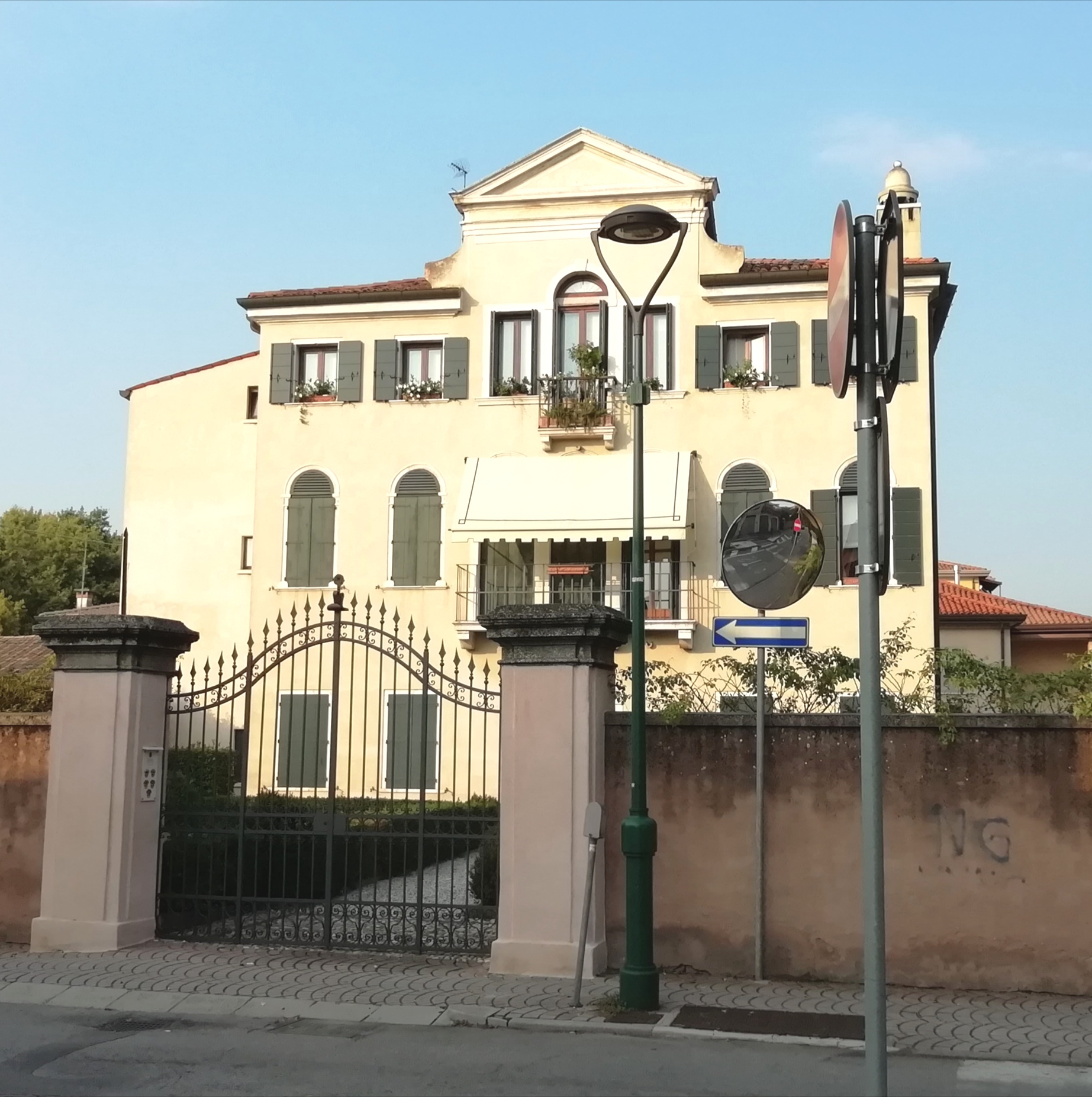
Veduta di Villa Paganello da via Gazzera Alta

Si trova sul lato nord di via Gazzera Alta, presso l'incrocio con via Pago. È costituito da un edificio padronale isolato e da una barchessa sul lato sinistro, adiacente all'oratorio di San Francesco che è perpendicolare alla direzione del portico. La proprietà è delimitata da un alto muro di cinta su cui si aprono tre accessi: due a sud, lungo via Gazzere Alta, e uno a est, lungo via Pago.
Originaria del XVIII secolo, la villa fu probabilmente costruita dai Paganello che ne risultano i proprietari già nel catastico del 1781 redatto da Tommaso Scalfurotto. Nel 1816 il complesso fu acquisito dai Fapanni attraverso il matrimonio tra Maria Angela di Giuseppe Paganello e Agostino Fapanni, agronomo e padre dell'erudito Francesco Scipione Fapanni. Nel 1846 fu venduta a Giovani Bellato, ma i successivi passaggi di proprietà non sono noti. Sino al 1956, quando fu aperta l'odierna parrocchiale, la cappella fu il principale luogo di culto del quartiere e la villa ospitò il patronato. Oggi è di proprietà Fasan.
Se si esclude un ampliamento costruito al centro del lato ovest in tempi recenti, la casa padronale è un edificio con pianta quadrata e a tre livelli, con gli ambienti interni organizzati secondo lo schema veneziano con salone passante centrale affiancato da camere laterali. Il fronte principale, rivolto a sud, è a tre partiti e simmetrico, con due ali laterali più basse e sopraelevato al centro. Le aperture sono disposte regolarmente lungo assi verticali paralleli e seguono il ritmo 2-3-2, definendo una tripartizione anche orizzontalmente. Al centro si aprono al piano terra un alto portale ad arco con profilo in pietra, al piano nobile una trifora costituita da porte finestre ad arco profilate in pietra, con archivolti modanati poggianti su pilastri con capitello dorico; la trifora dà su un balconcino sostenuto da quattro mensole lapidee da una ringhiera in ferro battuto. Al secondo piano si apre su un'altra trifora più semplice, costituita da una porta finestra ad arco centrale, anch'essa con balconcino, affiancata da due finestre architravate. Su ciascun lato delle aperture centrali si trova una coppia di finestre, quelle al pianterreno e al terzo piano architravate, quelle del piano nobile ad arco, tutte profilate in pietra e con davanzale in leggero aggetto. La facciata è coronata da un cornicione, interrotto dalla sopraelevazione che si conclude con una trabeazione con timpano triangolare e volute laterali.
Le altre facciate sono state profondamente modificate. L'ampliamento sul lato ovest, di cui si è già accennato, ha alterato l'originale disposizione delle aperture che invece è stato parzialmente mantenuto sulla facciata est. Qui l'andamento riflette quello del fronte principale, con finestre ad arco al piano nobile e architravate ai rimanenti; tuttavia la terza finestra del piano terra è stata sostituita da un portale architravato, mentre quelle disposte lungo il primo asse a sinistra risultano murate. Il fronte nord presenta solo alcune semplici aperture architravate.
La barchessa ha un solo piano, con un portico con arcate a cinque campate (la prima di destra è cieca). L'oratorio, sull'angolo sudovest della proprietà, presenta in corrispondenza dei pilastri delle paraste corinzie in muratura, collegate mediante l'astragalo e la trabeazione. La facciata, che dà direttamente sulla strada, presenta al centro un alto portale architravato e una finestra a lunetta, il tutto concluso da un timpano triangolare trabeato.